# Charles Meunier (relieur)
Pour les articles homonymes, voir Charles Meunier.
Nicolas-Adolphe Charles Meunier (1865-1948) est un relieur et éditeur français.

## Biographie

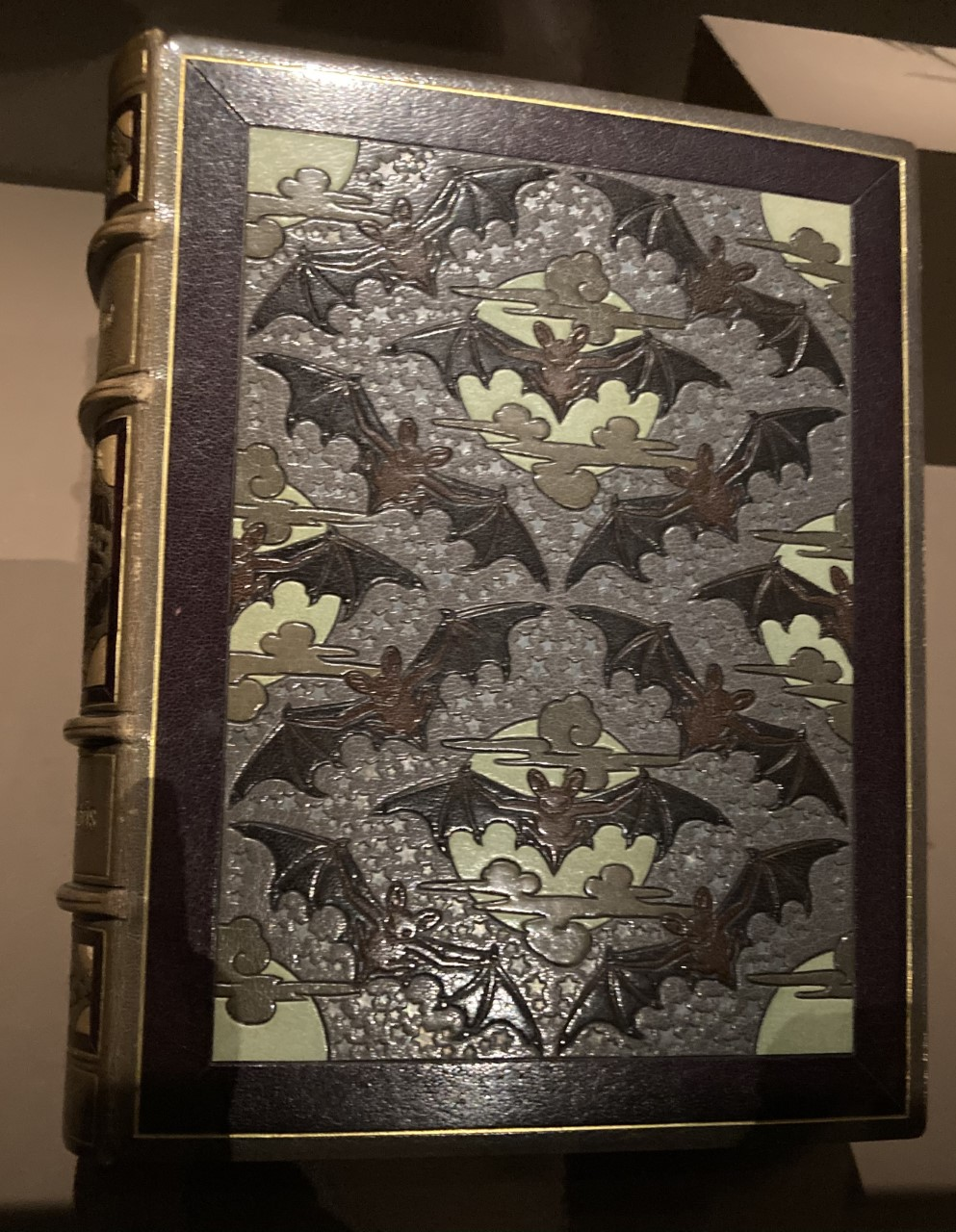
Reliure signée Charles Meunier du recueil de poésies de Robert de Montesquiou, Les Chauves-Souris, coll. particulière (1892).

Meunier fut un important relieur de la Belle Époque. Sa particularité et son talent étaient sa manière d'orner les reliures. Il est considéré comme l'apôtre de la reliure dite « emblématique ».
En novembre 1900, il lance avec Léon Berubé, L'Œuvre et l'image : revue mensuelle de l'art contemporain et du livre illustré qui compte trois livraisons jusqu'en septembre 1902. En 1904, elle devient la revue trimestrielle Les Arts bibliographiques, consacrée à la littérature contemporaines, à la technique et aux arts du livre, et s'arrête en décembre 1907. Durant cette période, il se fait éditeur sous la raison sociale La Maison du livre, située au 3 de la rue de la Bienfaisance à Paris. Parmi ses proches collaborateurs, on trouve des artistes comme Louis Morin, Léon Lebègue ou Auguste Lepère.
Il est l'oncle du relieur René Aussourd.

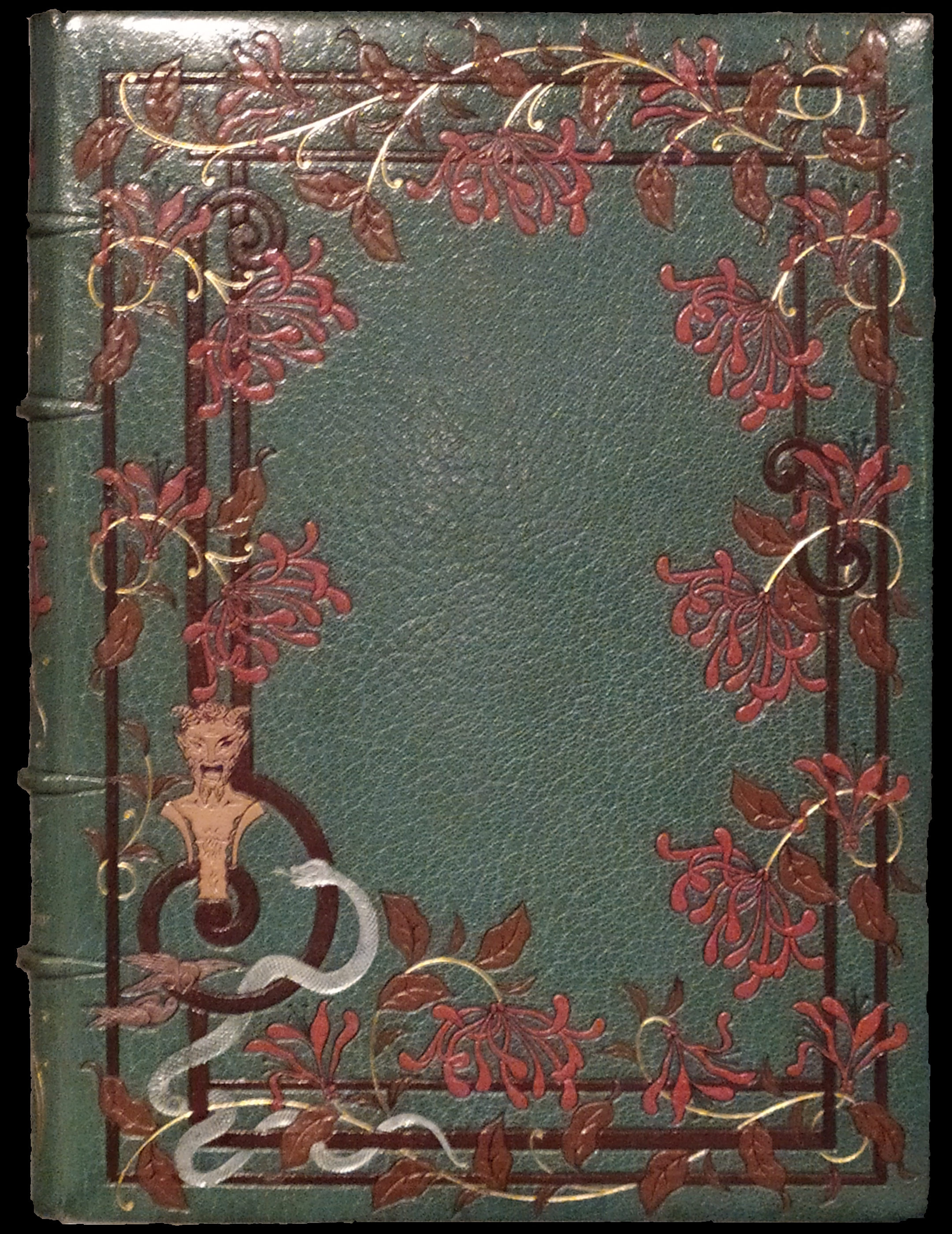
Reliure signée par Charles Meunier en 1897. Bibliothèque Chester-Beatty Inv AB454.